# Đại dịch cúm 2009 tại Malaysia
Đại dịch cúm 2009 tại Malaysia là một phần của đại dịch cúm lớn hơn liên quan đến một chủng loại virus mới là cúm A H1N1. Tính đến ngày 11 tháng 8 năm 2009, Malaysia đã có 2,253 trường hợp, với những ca bắt nguồn từ một số quốc gia bị ảnh hưởng, bao gồm cả Úc và Hoa Kỳ từ ngày 15 tháng 5 năm 2009 trở đi, và lần đầu tiên được xác định lây nhiễm tại địa phương vào ngày 17 tháng 6 năm 2009. Từ ngày 12 tháng 8, Bộ Y tế Malaysia cho biết họ đã chính thức ngừng cập nhật tổng số ca mắc H1N1 tại Malaysia theo hướng dẫn của Tổ chức Y tế Thế giới. Tính đến ngày 21 tháng 8 năm 2009, số ca mắc bệnh không chính thức trên truyền thông là 5,876 ca. Ca tử vong do virus A H1N1 đầu tiên được thông báo vào ngày 23 tháng 7 năm 2009 và cho đến nay đã có 78 ca tử vong được thông báo.

## Biện pháp của chính phủ

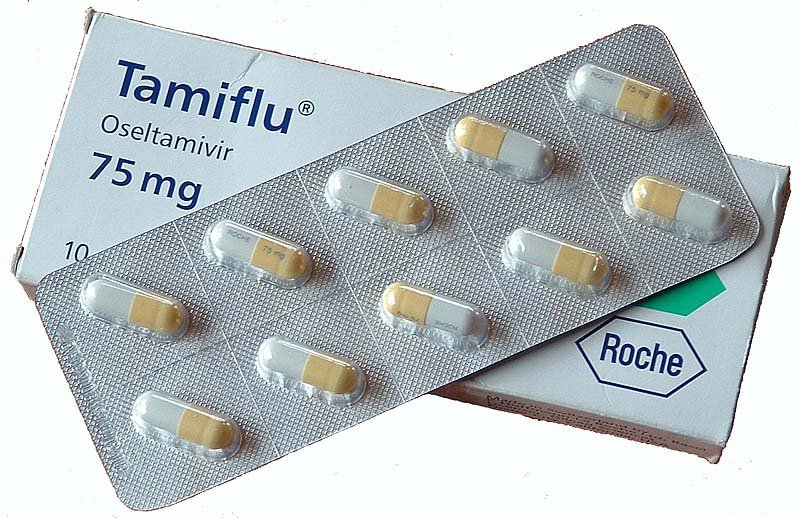
Chính phủ Malaysia đã bắt đầu dự trữ hơn 2 triệu liều Tamiflu, thuốc kháng virus cúm đề phòng trường hợp đại dịch virus bùng phát.

Kể từ khi đại dịch cúm virus Nipah năm 1999, Bộ Y tế Malaysia đã đưa ra các quy trình phòng ngừa tốt hơn để bảo vệ người dân Malaysia khỏi nguy cơ nhiễm bệnh. Malaysia cũng được chuẩn bị đầy đủ trong trường hợp hội chứng hô hấp cấp tính nặng (Malaysia không phải một nước bị nhiễm SARS) và đại dịch cúm gia cầm H5N1 năm 2004.
Theo Bộ y tế Malaysia do Liow Tiong Lai làm bộ trưởng, các cuộc kiểm tra sức khỏe sẽ được tiến hành trên cho hành khách đi đến và từ Mexico qua đường biển, trên không và đường bộ bắt đầu vào ngày 17 tháng 4 năm 2009. Bộ phận kiểm soát dịch bệnh của bộ y tế đã mở phòng hoạt động để theo dõi tình hình đại dịch cúm và thông báo cho những bác sĩ đang điều trị các ca bệnh có triệu chứng của cúm hoặc bị viêm phổi nặng và những người đã từng đến Mexico, California hoặc Texas để thông báo kịp thời cho văn phòng y tế quận nhằm đưa ra các biện pháp phòng ngừa và kiểm soát. Như một số quốc gia châu Á, các máy quét nhiệt đã được lắp đặt tại các điểm vào của sân bay quốc tế Kuala Lumpur (KLIA) sau khi bắt đầu cảnh báo toàn cầu. Các điểm kiểm dịch cũng được đặt tại Pengkalan Hulu ở biên giới Thái Lan vào cuối tháng 4. Các phòng kiểm dịch cũng được phân bố tại 28 bệnh viện, và Bộ cũng dự trữ khoảng 2 triệu liều Tamifu, tính đến tháng 5 năm 2009.